# مارک هوتزگر
مارک هوتزگر (انگلیسی: Marc Houtzager؛ زادهٔ ۹ ژانویهٔ ۱۹۷۱) ورزشکار اهل پادشاهی هلند است.
وی در مسابقات کشوری و بین‌المللی در مجموع برندهٔ ۱ مدال نقره شده‌است.